# Villa San Miguel
Villa San Miguel es una localidad argentina ubicada en el departamento Calamuchita de la Provincia de Córdoba. Depende administrativamente de Los Molinos, localidad de la cual dista unos 4 km al sur.
Es reconocida por un campo de golf de 18 hoyos con restos de 2 molinos jesuíticos, ya que la zona era una estancia jesuítica. Asimismo hay un hotel 4 estrellas edificado a comienzos del siglo XXI.